# 沙法名
沙法名（さほうめい、朝鮮語: 사법명、生没年不詳）は、百済の東城王代の将軍。

## 人物
474年、百済は高句麗の侵攻によって首都・漢城を放棄し、熊津に遷都した。国家再建に努める東城王は南斉と手を組んだ。南斉の北方にある北魏は、南斉と戦争状態にあった。『南斉書』によると、490年に北魏は南斉と手を組んだ百済に対して数十万の大軍を動員して百済に侵攻し、東城王は、解礼昆、沙法名、賛首流、木干那に命じて、北魏軍を迎撃したという。495年、この功労により、南斉皇帝より「征虜将軍」の官爵を授けられたという。

## 考証
北魏軍が黄海を渡海して百済本国を攻撃したとは考えにくいため、北魏軍による百済攻撃は、百済本国ではなく、遼西にあったという百済の「西百済」とみる見解がある。
ただし、『南斉書』に登場する「西百済」の存在自体が疑問視されている。